# Френк Ґрір
Френк Ґрір (англ. Frank Greer, 26 лютого 1879 — 7 травня 1943) — американський академічний веслувальник.
Олімпійський чемпіон 1904 року в одиночці.